# شمع ظهور

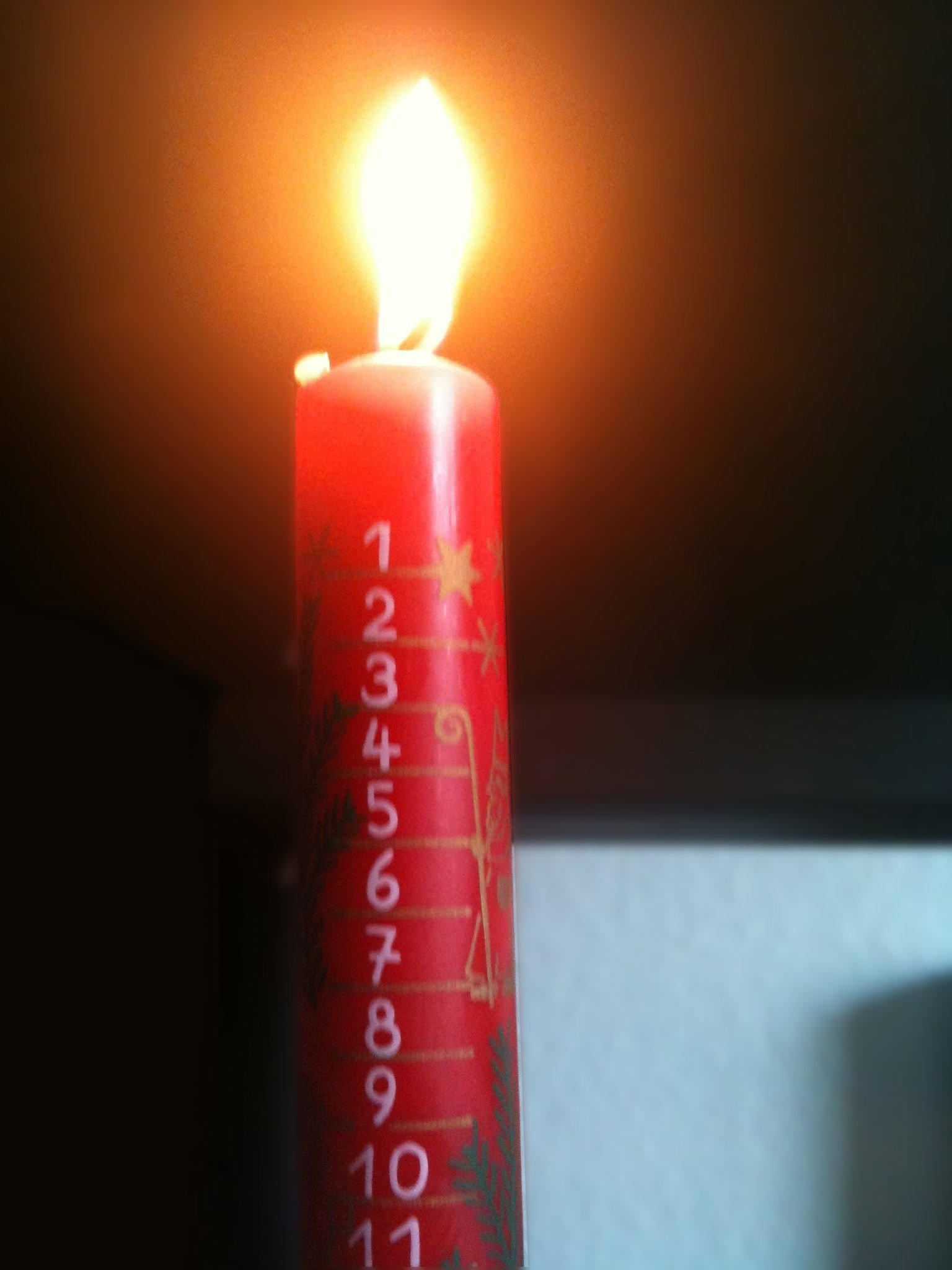
شمع ظهور.

شمع ظهور (انگلیسی: Advent candle) شمعی است که روزهای ماه دسامبر تا شب کریسمس روی آن مشخص شده است. این شمع معمولاً در خانه‌های مسیحیان در برخی کشورهای اروپایی استفاده می‌شود و هر روز در ماه دسامبر کمی بیشتر می‌سوزد تا به علامت آن روز برسد و نشان‌دهنده گذر روزها تا کریسمس باشد. بعضی از شمع‌های ظهور، مانند بعضی از تقویم‌های ظهور، از اول دسامبر شروع به شمارش می‌کنند، نه از ابتدای دقیق دوره جشن ظهور. بعضی خانواده‌ها با استفاده از شاخه‌های همیشه‌سبز و تزئینات کریسمس، یک وسیله تزئینی درست می‌کنند و شمع را در مرکز آن قرار می‌دهند. بعضی دیگر هم آن را در شمعدان می‌گذارند. این شمع معمولاً هر روز سر شام خانوادگی روشن می‌شود.
شمع‌های ظهور به‌طور سنتی سفید هستند، اما رنگ‌های دیگر با موضوعات کریسمسی هم محبوب شده‌اند. به نظر می‌رسد رسم شمع ظهور از آلمان آغاز شده باشد، جایی که کودکان یک شمع کوچک را در یک پرتقال تزئین شده قرار می‌دهند. در آلمان این شمع Christingle نامیده می‌شود. این رسم اکنون در برخی کشورهای اروپایی دیگر مانند بریتانیا و جمهوری چک هم رواج دارد.